# 큐티 하니 (영화)
《큐티 하니》는 나가이 고의 만화 《큐티 하니》를 원작으로 안노 히데아키가 감독한 영화이다. 일본에서는 2004년 5월 29일에 개봉되었다. 안노 히데아키가 총감독을 맡은 애니메이션 《Re:큐티 하니》와 세계관을 공유하고 있으며, 애니메이션과 같은 오프닝이 사용되었다.

## 출연 배우
- 사토 에리코(佐藤江梨子) - 키사라기 하니 / 큐티하니 역
- 이치카와 미카코(市川實日子) - 아키 나츠코 역
- 무라카미 준(村上淳) - 하야미 세이지 역
- 오이카와 미쓰히로(及川光博) - 블랙 크로 역
- 가타기리 하이리(片桐はいり) - 골드 크로 역
- 고히나타 시에(小日向しえ) - 코발트 크로 역
- 신타니 마유미(新谷眞弓) - 스칼렛 크로 역
- 사사이 에이스케(篠井英介) - 시스터 질 역
- 데쓰카 도오루(手塚とおる)
- 가세 료(加瀨亮)
- 이와마쓰 료(岩松了)
- 마쓰오 스즈키(松尾スズキ)
- 시마타 규사쿠(嶋田久作)
- 요시다 히데코(吉田日出子)

## 스태프
- 제작 : 가가 요시지(加賀義二), 가토 데쓰야(加藤鐵也)
- 감독 : 안노 히데아키(庵野秀明)
- 각본 : 다카하시 류미(高橋留美), 안노 히데아키
- 촬영 : 마쓰시마 고스케(松島孝助)
- 미술 : 사사키 히사시(佐佐木尙)
- 음악 : 엔도 미키오(遠藤幹雄)

## 주제가
오프닝에 삽입된 주제가는 1973년 애니메이션 《큐티 하니》부터 사용되었던 노래를 h-wonder가 편곡하여 코다 쿠미가 불렀다.